# Consuegra

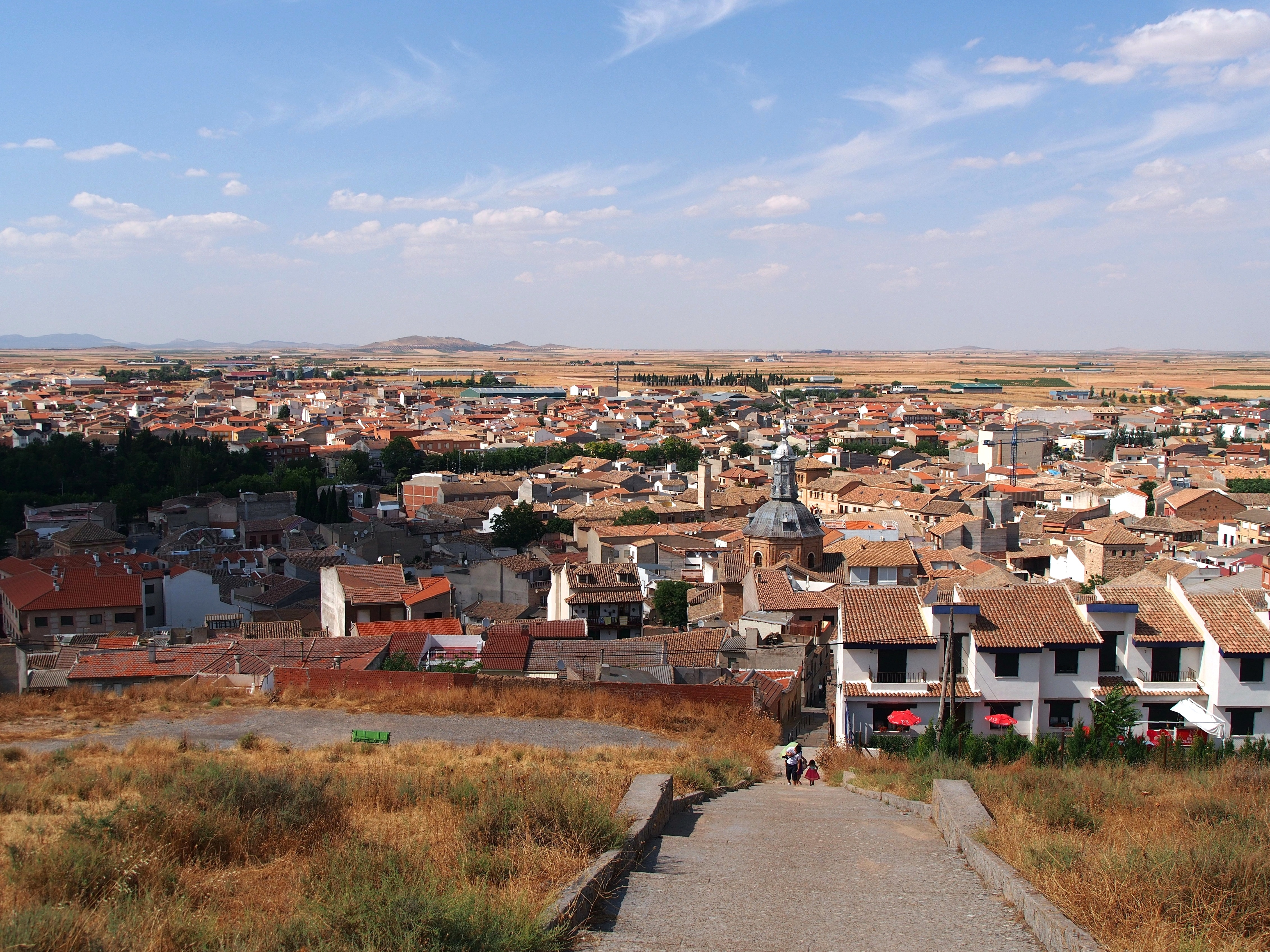
Consuegra von der Burg aus gesehen

Consuegra ist eine Kleinstadt und eine zentralspanische Gemeinde (municipio) mit 9.758 Einwohnern (Stand: 2024) in der Provinz Toledo und der geographischen Region La Mancha. Die von Madrid nach Andalusien führende Autobahn A 4 führt östlich an Consuegra vorbei. Consuegra hat eine Fläche von 364 km² und liegt am Fluss Amarguillo, der jedoch im Sommer kein Wasser führt.

## Lage und Klima
Die Kleinstadt Consuegra liegt etwa 60 km (Fahrtstrecke) südöstlich von Toledo in der historischen Provinz La Mancha an der Hauptstrecke von Madrid nach Andalusien in einer Höhe von ca. 700 m. Das Klima im Winter ist rau, im Sommer dagegen trocken und warm; der spärliche Regen (ca. 435 mm/Jahr) fällt überwiegend in den Wintermonaten.

## Bevölkerungsentwicklung
| Jahr      | 1857  | 1900  | 1950   | 2000  | 2020  |
| Einwohner | 7.036 | 7.601 | 10.987 | 9.958 | 9.970 |

Trotz der zunehmenden Mechanisierung der Landwirtschaft und der Aufgabe bäuerlicher Kleinbetriebe ist die Bevölkerung – hauptsächlich durch Zuwanderung – im 20. Jahrhundert deutlich angestiegen.

## Wirtschaft
Consuegra war schon immer eine landwirtschaftlich dominierte Gemeinde, die jedoch aufgrund ihrer Lage und ihres touristischen Erbes einen wirtschaftlichen Aufschwung genommen hat.

## Geschichte
Auf dem beim Ort gelegenen Hügel Calderico siedelten im 6. Jahrhundert v. Chr. die Iberer aufgrund seiner für die Transhumanz strategischen Lage.
Im Zweiten Punischen Krieg wird der Hügel Calderico von den Römern erobert und am Fuß des Hügels die römische Stadt Consaburum gegründet sowie die Siedlung auf dem Hügel aufgegeben. Die römische Gründung entwickelte sich zur bedeutendsten Stadt in der Provincia Carpetania und war eine wichtige Station auf der iberischen Nord-Süd-Achse. Es entstanden Brücken, Straßen, ein Staudamm und ein Aquädukt. Consuegra wird in den Werken der römischen Schriftsteller Titus Livius und Ptolemäus erwähnt.
Nach er Eroberung durch die Araber verblieb die Mehrheit der hispanischen und gotischen Bevölkerung im Ort. Die Burg stammt aus dieser Zeit. Nach der Rückeroberung (reconquista) von Toledo im Jahr 1085 durch Alfons VI. von Leon kam Consuegra unter kastilische Herrschaft. Im Jahr 1097 kam in der Schlacht von Consuegra Diego, der Sohn des Cid, ums Leben. In dieser Schlacht wurde das kastilische Heer von den Almoraviden unter dem Oberbefehl von Yusuf ben Taxfin geschlagen, wodurch Consuegra zeitweise wieder unter arabische Herrschaft kam.
Im Jahr 1150 übergab Alfons VII. seinem Vasallen Rodrigo Rodríguez die Burg. Im Jahr 1183 wurden Ort und Burg unter Alfons VIII. mit Billigung des Papstes Lucius III. dem Ritterorden der Johanniter anvertraut, der Consuegra zum Hauptort des Großpriorats Mancha und die Burg zu seinem Sitz erhob. Unter der Führung des Ritterordens stabilisierte sich die Situation in der Gegend, woraufhin die Wiederbesiedlung von Consuegra erfolgte und der Ort zu einem Amtssitz der königlichen Verwaltung wurde. Bei der Säkularisation im 19. Jahrhundert musste der Johanniterorden den Ort verlassen und seinen Besitz abtreten.
Am 11. September 1891 wurde Consuegra vom Hochwasser des Flusses Amarguillo zerstört, woraufhin die heutige städtebauliche Struktur des Ortes entstand und auch die römischen Brücken verschwanden.

## Historische Bauwerke

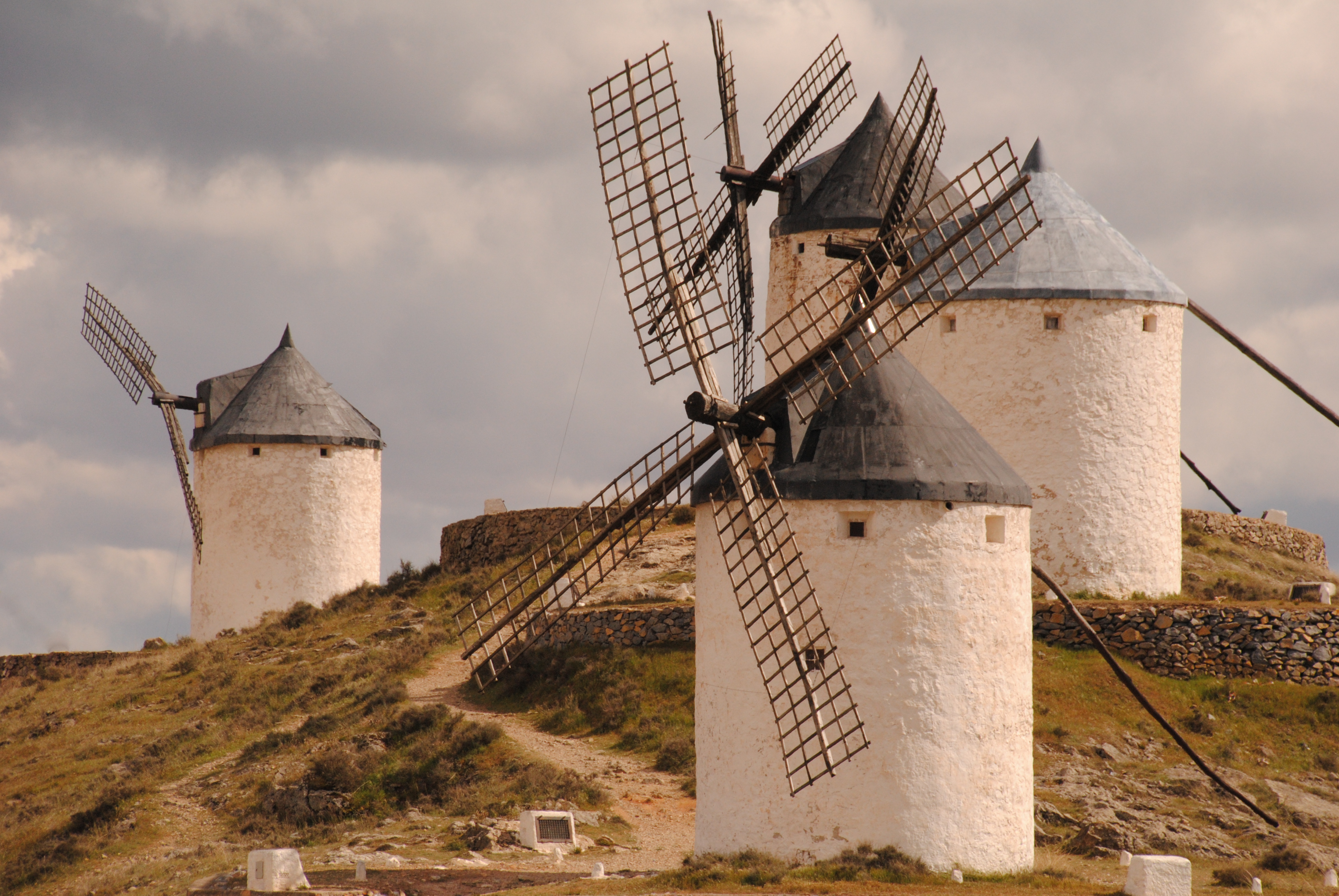
Windmühlen auf dem Calderico

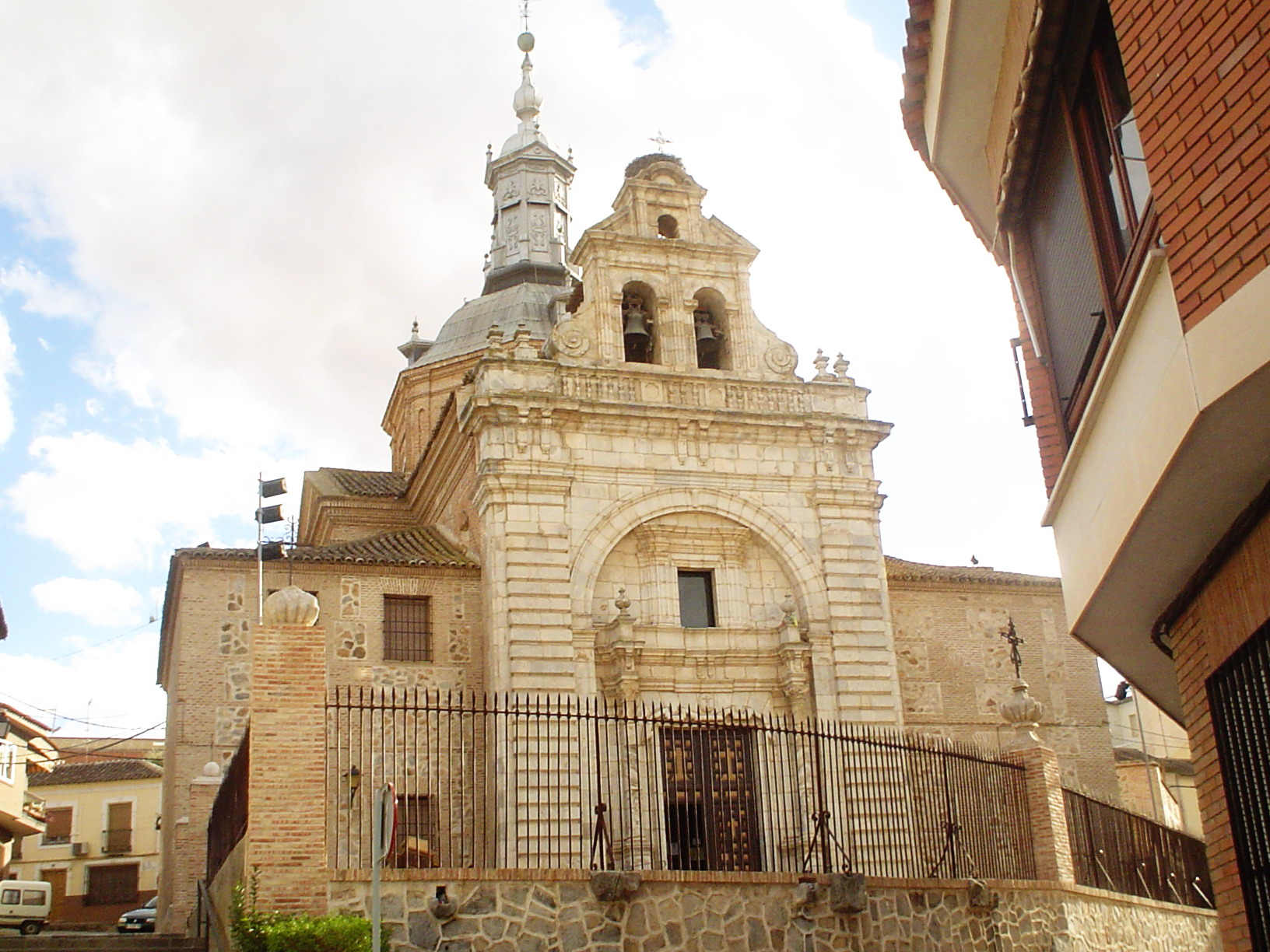
Iglesia de Santísimo Cristo de la Vera Cruz

- Die Burg von Consuegra entstand vermutlich in den ersten Phasen der Reconquista. Unter Alfons VIII. wurde sie dem Johanniterorden übereignet, der hier den Sitz des Großpriorats La Mancha einrichtete und den Ausbau der Burg vornahm, die eine doppelte Ringmauer, vier Festungstürme und einen äußeren Mauergang erhielt. 1813, während des Spanischen Befreiungskriegs, wurde die Burg zerstört. Die Ruine, die aufgrund der Enteignung der Johanniter während der Säkularisation 1836 in private Hände gelangte, ging 1962 in den Besitz der Stadt über, worauf die Substanzsicherung der Burg begann. Durch die Gründung der Bauschule 1985 erhielten die Renovierungsarbeiten, die noch heute weitergehen, einen großen Schub.
- Die Windmühlen von Consuegra sind zusammen mit der ebenfalls auf dem Hügel Calderico stehenden Burg das Wahrzeichen von Consuegra und stammen aus dem 16. Jahrhundert. Von den ursprünglich 13 Mühlen sind elf erhalten. In der Mühle Bolero (in der sich das Fremdenverkehrsamt befindet) ist zudem der Mahlstein für Weizenmehl sowie in der Mühle Sancho der gesamte Mahlmechanismus erhalten. Sie wird beim Safranfest in Betrieb genommen. Die Mühle Cardeño war früher bewohnt. In der Mühle Caballero del Verde Gabán (Ritter mit dem grünen Mantel) befinden sich zahlreiche Ausgaben des Buches Don Quijote de la Mancha. In der Mühle Rucio ist eine Ausstellung zum Wein zu sehen. Die Mühle Espartero enthält eine Ausstellung über das Kunsthandwerk in Toledo und Clavileño Fotos und Möbel aus Andorra.
- Die Kirche San Juan Bautista wurde 1567 im Mudejarstil auf dem Grundriss eines lateinischen Kreuzes erbaut. Sie besitzt ein viereckiges Pendentif und seitliche Bogeneingänge. Ihr Mauerwerk besteht aus Naturstein und Backstein.
- Die Kirche Santísimo Cristo de la Vera Cruz wurde ab 1803 in über 50 Jahren in neuklassischem und neubarockem Stil erbaut und hat eine Fassade aus weißem Marmor.
- Das Rathaus ist in Renaissancestil erbaut und befindet sich an der Plaza Mayor. Diese ist von Häusern umgeben, in denen teilweise Galerien aus dem 17. Jahrhundert zu sehen sind.

## Feste
Wichtige Feste sind die Batalla medieval (mittelalterliche Schlacht) am 15. August, die an die Schlacht von 1097 erinnert und wobei u. a. die Schlacht auf einem Riesenschachbrett nachgestellt wird, das Fest der Virgen Blanca (dt. Fest der Weißen Madonna) am 8. September, das Fest des Christus des Wahren Kreuzes, dem Patron der Stadt, das vom 20. bis 25. September stattfindet, sowie das Safranfest (Fiesta del Azafrán) am letzten Oktoberwochenende, an dem unter den jungen Frauen eine Dulzinea gewählt und die Sancho-Windmühle in Betrieb gesetzt wird.

## Persönlichkeiten
- José Jiménez Donoso (1628–1690), Architekt, Bildhauer und Maler